# Tapojoki (rivier)
Tapojoki is een rivier die stroomt in de Finse gemeente Kolari in de regio Lapland. De rivier ontwatert het Tapojärvi. De rivier stroomt naar het oosten en mondt bij Tapojoki uit in de Äkäsjoki. Ze behoort tot het stroomgebied van de Torne. Ze is circa 7 kilometer lang
Afwatering: Tapojoki → Äkäsjoki → Muonio →  Torne → Botnische Golf